# Frances Perkins

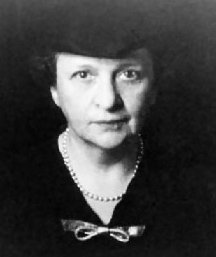
Frances Perkins

Frances Perkins (* 10. April 1880 in Boston, Massachusetts; † 14. Mai 1965 in New York; geboren als Fanny Coralie Perkins) war eine US-amerikanische Politikerin (Demokratische Partei). Sie wurde von Franklin D. Roosevelt zum ersten weiblichen Minister der Vereinigten Staaten ernannt. Sie war zwischen 4. März 1933 und 30. Juni 1945 vierter Chef und erste Leiterin des Arbeitsministeriums der Vereinigten Staaten. Sie ist Autorin einiger Bücher. Sie war nicht nur die erste Frau, die dieses Amt bekleidete, gleichzeitig ist sie die Person, die das Arbeitsministerium am längsten leitete.

## Leben
Frances Perkins wurde 1882 als Tochter von Frederick Winslow Perkins und Susan Wright in Boston geboren. Noch in ihrem Geburtsjahr zog die Familie nach Worcester. Sie besuchte die Ferry Hall School in Lake Forest und machte ihren Schulabschluss 1902 am Mount Holyoke College. Acht Jahre später, 1910, schloss sie ihr Studium an der Columbia University in Soziologie ab. 1913 heiratete sie den Statistiker Paul Caldwell Wilson, mit dem sie eine Tochter (Susanna) hatte. Nach einem Angebot von Alfred Smith im Jahr 1918, der New York State Industrial Commission beizutreten, wurde Perkins in diesem Jahr das erste weibliche Mitglied der Kommission. 1926 wurde sie Präsidentin der Kommission. Wie Al Smith hatte sie den Brand der Triangle Shirtwaist Factory im Jahr 1911 miterlebt und setzte sich zeit ihres Lebens für bessere Arbeitszeiten und -bedingungen der Arbeiterklasse ein. In New York, wo sie seit 1909 wohnte, wurde sie 1929 von Franklin D. Roosevelt zur Wirtschaftskommissarin ernannt. Roosevelt war es auch, der Perkins zur Arbeitsministerin der Vereinigten Staaten machte. Nach seiner gewonnenen Wahl zum Präsidenten der Vereinigten Staaten im Jahr 1933 ernannte er Perkins zur Arbeitsministerin der Vereinigten Staaten und in sein Kabinett – sie war damit die erste Frau, die in einem Kabinett der Vereinigten Staaten war.
Sie arbeitete über zwölf Jahre als Arbeitsministerin und war neben Harold L. Ickes die einzige Person, die die gesamte Amtsperiode Roosevelts über dessen Kabinett angehörte. Bis 1952 arbeitete Perkins in der United States Civil Service Commission, als ihr Ehemann starb und sie die Arbeit in der Kommission beendete.
Bis zu ihrem Tod im Jahr 1965 war Perkins als Dozentin in New York aktiv. Im Jahr 2024 wurde ihr Wohnsitz in Maine zum Frances Perkins National Monument ausgewiesen.

## Werke
- 1919: Women as Employers
- 1921: A Social Experiment Under the Workmen's Compensation Jurisdiction
- 1934: People at Work
- 1946: The Roosevelt I Knew[2]